# Salai Srisathorn
Salai Srisathorn (taj. ไศล ศรีสาทร; ur. 17 listopada 1933) – tajski strzelec, olimpijczyk. 
Brał udział w igrzyskach olimpijskich w 1964 (Tokio). Wystąpił wówczas w konkurencji strzelania z karabinu małokalibrowego w trzech postawach z odl. 50 metrów, w której zajął 47. miejsce (na 53 strzelców). 
W 1966 roku zajął szóste miejsce w tej samej konkurencji podczas igrzysk azjatyckich w Bangkoku (zdobył 1071 punktów).

## Wyniki olimpijskie
| Igrzyska | Konkurencja                                    | Wynik | Miejsce    | Źródło |
| -------- | ---------------------------------------------- | --- | ---------- | ------ |
| IO 1964  | Karabin małokalibrowy, trzy postawy, 50 metrów | 1086 punktów W pozycji leżącej – 388 pkt. (97-94-97-100) W pozycji klęczącej – 361 pkt. (90-93-91-87) W pozycji stojącej – 337 pkt. (81-81-86-89) | 47 (na 53) | [ 2 ]  |